# Список символов штата Айова
В список включены официальные символы штата Айова, США. У штата Айова есть пять официальных символов, зарегистрированных законодательным собранием штата.
| Тип символа                | Символ            | Изображение |
| -------------------------- | ----------------- | ----------- |
| Печать                     | Печать Айовы      |             |
| Птица                      | Американский чиж  |             |
| Цветок                     | Rosa arkansana    |             |
| Драгоценный камень/Минерал | Жеода (1967)      |             |
| Дерево                     | Дуб крупноплодный |             |